# Ararat (wieś)
Ararat – wieś w Armenii, w prowincji Ararat. Do 1935 nosiła nazwę Dawału (ros. Давалу). W 2011 liczyła 7609 mieszkańców.